# Philipp Dittberner/Diskografie
Diese Diskografie ist eine Übersicht über die musikalischen Werke des deutschen Singer-Songwriters Philipp Dittberner. Den Schallplattenauszeichnungen zufolge hat er bisher mehr als 1,6 Millionen Tonträger verkauft. Seine erfolgreichste Veröffentlichung ist die Single Wolke 4 mit über 600.000 verkauften Einheiten.

## Alben

### Studioalben
| Jahr | Titel Musiklabel                                | Höchstplatzierung, Gesamtwochen, AuszeichnungChartplatzierungen (Jahr, Titel, Musiklabel, Platzierungen, Wochen, Auszeichnungen, Anmerkungen) | Höchstplatzierung, Gesamtwochen, AuszeichnungChartplatzierungen (Jahr, Titel, Musiklabel, Platzierungen, Wochen, Auszeichnungen, Anmerkungen) | Höchstplatzierung, Gesamtwochen, AuszeichnungChartplatzierungen (Jahr, Titel, Musiklabel, Platzierungen, Wochen, Auszeichnungen, Anmerkungen) | Anmerkungen                              |
| Jahr | Titel Musiklabel                                | DE | AT | CH | Anmerkungen                              |
| ---- | ----------------------------------------------- | --- | --- | --- | ---------------------------------------- |
| 2015 | 2:33 Grönland Records (RTD)                     | DE12 (15 Wo.)DE | — | CH54 (1 Wo.)CH | Erstveröffentlichung: 18. September 2015 |
| 2017 | Jede Nacht Grönland Records (RTD)               | DE40 (1 Wo.)DE | — | — | Erstveröffentlichung: 18. August 2017    |
| 2024 | Alles ist ein Augenblick Grönland Records (RTD) | — | — | — | Erstveröffentlichung: 22. März 2024      |

### EPs
| Jahr | Titel Musiklabel                           | Anmerkungen                                     |
| ---- | ------------------------------------------ | ----------------------------------------------- |
| 2015 | Verlaufen Grönland Records (RTD)           | Erstveröffentlichung: 21. August 2015           |
| 2020 | Nichts fehlt Grönland Records (RTD)        | Erstveröffentlichung: 30. Oktober 2020 mit Marv |
| 2020 | Loft Session (Live) Grönland Records (RTD) | Erstveröffentlichung: 25. Dezember 2020         |

## Singles

### Als Leadmusiker
| Jahr | Titel Album                                          | Höchstplatzierung, Gesamtwochen, AuszeichnungChartplatzierungen (Jahr, Titel, Album, Platzierungen, Wochen, Auszeichnungen, Anmerkungen) | Höchstplatzierung, Gesamtwochen, AuszeichnungChartplatzierungen (Jahr, Titel, Album, Platzierungen, Wochen, Auszeichnungen, Anmerkungen) | Höchstplatzierung, Gesamtwochen, AuszeichnungChartplatzierungen (Jahr, Titel, Album, Platzierungen, Wochen, Auszeichnungen, Anmerkungen) | Anmerkungen                                                         |
| Jahr | Titel Album                                          | DE | AT | CH | Anmerkungen                                                         |
| ---- | ---------------------------------------------------- | --- | --- | --- | ------------------------------------------------------------------- |
| 2014 | Am Ende von Berlin –                                 | — | — | — | Erstveröffentlichung: 2. Februar 2014 mit Marv                      |
| 2015 | Wolke 4 2:33                                         | DE7 ×3Dreifachgold · (52 Wo.)DE | AT6 (32 Wo.)AT | CH20 (20 Wo.)CH | Erstveröffentlichung: 16. Januar 2015 Verkäufe: + 600.000; mit Marv |
| 2015 | Vorhang auf 2:33                                     | — | — | — | Erstveröffentlichung: 14. August 2015                               |
| 2015 | Das ist dein Leben 2:33                              | DE31 Gold · (28 Wo.)DE | — | — | Erstveröffentlichung: 11. September 2015 Verkäufe: + 200.000        |
| 2016 | Neben dir 2:33                                       | — | — | — | Erstveröffentlichung: 8. April 2016                                 |
| 2016 | In deiner kleinen Welt (Marv Edit) 2:33              | DE69 Gold · (9 Wo.)DE | — | — | Erstveröffentlichung: 20. Mai 2016 Verkäufe: + 200.000              |
| 2017 | Standby Jede Nacht                                   | — | — | — | Erstveröffentlichung: 25. August 2017                               |
| 2019 | So kann es weitergehen –                             | — | — | — | Erstveröffentlichung: 12. Juli 2019 mit Marv                        |
| 2020 | Ich frag mich Nichts fehlt                           | — | — | — | Erstveröffentlichung: 10. Januar 2020 mit Marv                      |
| 2020 | So kaputt Nichts fehlt                               | — | — | — | Erstveröffentlichung: 10. Juli 2020 mit Marv                        |
| 2020 | Lissabon –                                           | — | — | — | Erstveröffentlichung: 7. August 2020 mit VIZE                       |
| 2020 | Chance Nichts fehlt                                  | — | — | — | Erstveröffentlichung: 9. Oktober 2020 mit Marv                      |
| 2020 | Halt mich fest (Loft Session) Loft Session (Live)    | — | — | — | Erstveröffentlichung: 27. November 2020                             |
| 2020 | Es fehlt die Zeit (Loft Session) Loft Session (Live) | — | — | — | Erstveröffentlichung: 11. Dezember 2020                             |
| 2022 | Marie Alles ist ein Augenblick                       | — | — | — | Erstveröffentlichung: 20. Mai 2022                                  |
| 2022 | Irgendwas dazwischen Alles ist ein Augenblick        | — | — | — | Erstveröffentlichung: 17. Juni 2022                                 |
| 2022 | Einer dieser Tage –                                  | — | — | — | Erstveröffentlichung: 26. August 2022                               |
| 2022 | Ein Zuhause Alles ist ein Augenblick                 | — | — | — | Erstveröffentlichung: 2. Dezember 2022                              |
| 2023 | Nur beste Freunde Alles ist ein Augenblick           | — | — | — | Erstveröffentlichung: 23. Juni 2023 feat. Kati K                    |
| 2023 | Drei Wörter –                                        | — | — | — | Erstveröffentlichung: 28. Juli 2023                                 |
| 2023 | Hier, in dieser Stadt Alles ist ein Augenblick       | — | — | — | Erstveröffentlichung: 15. September 2023 feat. Hildegard Knef       |
| 2023 | Erinnerung Alles ist ein Augenblick                  | — | — | — | Erstveröffentlichung: 24. November 2023                             |
| 2024 | Immer wieder Alles ist ein Augenblick                | — | — | — | Erstveröffentlichung: 19. Januar 2024                               |
| 2024 | Keine Freunde Alles ist ein Augenblick               | — | — | — | Erstveröffentlichung: 1. März 2024                                  |

### Als Gastmusiker
| Jahr | Titel Album                     | Höchstplatzierung, Gesamtwochen, AuszeichnungChartplatzierungen (Jahr, Titel, Album, Platzierungen, Wochen, Auszeichnungen, Anmerkungen) | Höchstplatzierung, Gesamtwochen, AuszeichnungChartplatzierungen (Jahr, Titel, Album, Platzierungen, Wochen, Auszeichnungen, Anmerkungen) | Höchstplatzierung, Gesamtwochen, AuszeichnungChartplatzierungen (Jahr, Titel, Album, Platzierungen, Wochen, Auszeichnungen, Anmerkungen) | Anmerkungen                                                                                 |
| Jahr | Titel Album                     | DE | AT | CH | Anmerkungen                                                                                 |
| ---- | ------------------------------- | --- | --- | --- | ------------------------------------------------------------------------------------------- |
| 2016 | 1,40m Im Westen nix Neues       | DE24 Gold · (15 Wo.)DE | AT74 (1 Wo.)AT | — | Erstveröffentlichung: 8. Januar 2016 Verkäufe: + 200.000; Prinz Pi feat. Philipp Dittberner |
| 2019 | Nike’s × McDonald’s Bohemien    | — | — | — | Erstveröffentlichung: 11. Januar 2019 Disarstar feat. Blinker & Philipp Dittberner          |
| 2020 | Best of Us –                    | DE78 Gold · (8 Wo.)DE | — | — | Erstveröffentlichung: 25. Juni 2020 Verkäufe: + 200.000; als Teil von Wier                  |
| 2021 | Tunnelblick –                   | — | — | — | Erstveröffentlichung: 6. Juli 2021 The Good Kidz feat. Philipp Dittberner                   |
| 2023 | Es ist vorbei –                 | — | — | — | Erstveröffentlichung: 21. April 2023 Vize feat. Philipp Dittberner                          |
| 2024 | Abschiedskuss Alles oder Nichts | — | — | — | Erstveröffentlichung: 14. Juni 2024 Kati K feat. Philipp Dittberner                         |

## Musikvideos
| Jahr | Titel                  | Regisseur(e)           |
| ---- | ---------------------- | ---------------------- |
| 2015 | Das ist dein Leben     | Baris Aladag           |
| 2015 | Blinder Passagier      |                        |
| 2016 | 1,40m                  | Mario Clement          |
| 2016 | Neben dir              | Katja Malinowski       |
| 2017 | Jede Nacht             | Baris Aladag           |
| 2017 | Standby                | Daniel Breuer          |
| 2019 | So kann es weitergehen | Julian Voltmann        |
| 2020 | Ich frag mich          | Julian Voltmann        |
| 2020 | So kaputt              |                        |
| 2020 | Lissabon               |                        |
| 2020 | Best of Us             |                        |
| 2020 | Chance                 | Joao.remi.361          |
| 2020 | Halt mich fest         | Andrej Filatow         |
| 2021 | Tunnelblick            | Andrej Filatow         |
| 2022 | Marie                  | Niklas Hugo Schwärzler |
| 2022 | Irgendwas dazwischen   | Kimberly Balthasar     |
| 2022 | Einer dieser Tage      | Kimberly Balthasar     |
| 2022 | Ein Zuhause            | Jens Sage              |

## Autorenbeteiligungen
Liste der Autorenbeteiligungen von Philipp Dittberner
| Jahr | Titel Album                               | Anmerkungen                                                                          |
| ---- | ----------------------------------------- | ------------------------------------------------------------------------------------ |
| 2018 | Keine Liebe –                             | Erstveröffentlichung: 24. August 2018 (Single) Interpretation: Jona                  |
| 2018 | Alice im Wunderland Bohemien              | Erstveröffentlichung: 28. September 2018 (Single) Interpretation: Disarstar          |
| 2018 | Home to You –                             | Erstveröffentlichung: 5. Oktober 2018 (Single) Interpretation: Nick Talos            |
| 2019 | Ich hab dich Bohemien                     | Erstveröffentlichung: 15. Februar 2019 (Album) Interpretation: Disarstar             |
| 2019 | Stars –                                   | Erstveröffentlichung: 3. Mai 2019 (Single) Interpretation: VIZE feat. Laniia         |
| 2019 | Irgendwann vermissen Glück                | Erstveröffentlichung: 11. Oktober 2019 (Album) Interpretation: Lotte                 |
| 2020 | Dystopia Klassenkampf & Kitsch            | Erstveröffentlichung: 24. Januar 2020 (Single) Interpretation: Disarstar             |
| 2020 | Jetzt und für immer Klassenkampf & Kitsch | Erstveröffentlichung: 6. März 2020 (Album) Interpretation: Disarstar                 |
| 2020 | Klassenkampf & Kitsch                     | Erstveröffentlichung: 6. März 2020 (Album) Interpretation: Disarstar                 |
| 2020 | Männer und Frauen Klassenkampf & Kitsch   | Erstveröffentlichung: 6. März 2020 (Album) Interpretation: Disarstar                 |
| 2020 | Tommy Klassenkampf & Kitsch               | Erstveröffentlichung: 6. März 2020 (Album) Interpretation: Disarstar                 |
| 2023 | Ghost Town –                              | Erstveröffentlichung: 7. April 2023 (Single) Interpretation: July, Joris Sava & VIZE |

Philipp Dittberner als Autor in den Charts

| Jahr | Titel Interpretation               | Höchstplatzierung, Gesamtwochen, AuszeichnungChartplatzierungen (Jahr, Titel, Interpretation, Platzierungen, Wochen, Auszeichnungen, Anmerkungen) | Höchstplatzierung, Gesamtwochen, AuszeichnungChartplatzierungen (Jahr, Titel, Interpretation, Platzierungen, Wochen, Auszeichnungen, Anmerkungen) | Höchstplatzierung, Gesamtwochen, AuszeichnungChartplatzierungen (Jahr, Titel, Interpretation, Platzierungen, Wochen, Auszeichnungen, Anmerkungen) | Anmerkungen                                           |
| Jahr | Titel Interpretation               | DE | AT | CH | Anmerkungen                                           |
| ---- | ---------------------------------- | --- | --- | --- | ----------------------------------------------------- |
| 2019 | Stars Vize feat. Laniia            | DE18 Gold · (32 Wo.)DE | AT24 (41 Wo.)AT | — | Erstveröffentlichung: 3. Mai 2019 Verkäufe: + 200.000 |
| 2023 | Ghost Town July, Joris Sava & Vize | DE72 (8 Wo.)DE | — | — | Erstveröffentlichung: 7. April 2023                   |

## Sonderveröffentlichungen
| Jahr | Titel Album                     | Anmerkungen                                                                         |
| ---- | ------------------------------- | ----------------------------------------------------------------------------------- |
| 2016 | 1,40m Im Westen nix Neues       | Erstveröffentlichung: 5. Februar 2016 Prinz Pi feat. Philipp Dittberner             |
| 2019 | Hoffnung + Melancholie Bohemien | Erstveröffentlichung: 15. Februar 2019 Disarstar feat. Philipp Dittberner           |
| 2019 | Nike’s × McDonald’s Bohemien    | Erstveröffentlichung: 15. Februar 2019 Disarstar feat. Blinker & Philipp Dittberner |
| 2024 | Abschiedskuss Alles oder Nichts | Erstveröffentlichung: 28. Juni 2024 Kati K feat. Philipp Dittberner                 |

| Jahr | Titel Album                                     | Anmerkungen                                                   |
| ---- | ----------------------------------------------- | ------------------------------------------------------------- |
| 2023 | Jeder kann was anderes supergut Giraffenaffen 8 | Erstveröffentlichung: 15. September 2023 Original: Kai Hohage |

## Statistik

### Chartauswertung
|                     | DE    | AT    | CH    |
| ------------------- | ----- | ----- | ----- |
| Nummer-eins-Alben   | DE—DE | AT—AT | CH—CH |
| Top-10-Alben        | DE—DE | AT—AT | CH—CH |
| Alben in den Charts | DE2DE | AT—AT | CH1CH |

|                       | DE    | AT    | CH    |
| --------------------- | ----- | ----- | ----- |
| Nummer-eins-Singles   | DE—DE | AT—AT | CH—CH |
| Top-10-Singles        | DE1DE | AT1AT | CH—CH |
| Singles in den Charts | DE5DE | AT2AT | CH1CH |

### Auszeichnungen für Musikverkäufe
Anmerkung: Auszeichnungen in Ländern aus den Charttabellen bzw. Chartboxen sind in ebendiesen zu finden.
| Land/RegionAuszeichnungen für Musikverkäufe (Land/Region, Auszeichnungen, Verkäufe, Quellen) | Gold     | Platin  | Verkäufe  | Quellen           |
| -------------------------------------------------------------------------------------------- | -------- | ------- | --------- | ----------------- |
| Deutschland (BVMI)                                                                           | 6× Gold6 | Platin1 | 1.600.000 | musikindustrie.de |
| Insgesamt                                                                                    | 6× Gold6 | Platin1 |           |                   |